# Motorway M-3 (Pakistan)
Der Motorway M-3 ist eine vierspurige Autobahn in Pakistan und ein Zweig der M-2, der bis von der Stadt Lahore nach Abdul Hakim führt. Die M-3 wird von der National Highway Authority verwaltet.

## Bau
Der Bau der M-3 begann 1999, als klar wurde, dass eine Nord-Süd-Autobahn durch das Land notwendig war. Die Autobahn wurde 2003 von Präsident Musharraf für den Verkehr freigegeben. Sie hat eine Länge von 230 km.
Eine Verlängerung der M-3 in Richtung Süden befindet sich seit 2009 in Bau und wird als M-4 vorbei an Faisalabad nach Multan führen. 

## Verlauf
Die folgenden Großstädte liegen an der Autobahn M-3:
- Pindi Bhattian
- Faisalabad

## Einrichtungen

### Maut
Die M-3 ist mautpflichtig in einem geschlossenen Mautsystem mit Karten. Es gibt keine zentrale Mautstellen; Tickets müssen an den Anschlussstellen gekauft werden. 
Die Maut beträgt 30 PKR über die volle Distanz (Stand 2010).